# ED-NET
ED-NET（イー・ディー・ネット）とは、かつて大阪証券取引所が運営していた適時開示のための電子開示システム（Electronic Disclosure Network（エレクトロニック・ディスクロージャー・ネットワーク））のこと。

## 概要
ED-NETは、上場会社が適時開示ルールに則り会社情報の開示を行うために構築された。当初、TDnetが印刷物を単にファイル化して開示していたのに対し、ED-NETにおいては上場会社が直接データ入力できるようにユーザーインターフェイスを用意していたことから、開示に留まらず、そのデータ活用に注目していた点に先見の明があったといえる。

　しかしながら、東京証券取引所にも上場している会社にとっては、TDnetとのインフラ2重化による事務処理の増加や煩雑さが指摘され、大阪証券取引所単独上場会社の情報はED-NETでしか閲覧できない不便さ、名古屋証券取引所をはじめとする他の証券取引所のTDnet採用等により、最終的には廃止となった。

## 掲載情報

### 閲覧可能な情報
- 大阪証券取引所およびヘラクレスにおける上場会社が開示した重要な会社情報を掲載していた。

### 提出方法
- 専用の登録画面でびデータ入力等による提出
- FAXで開示書類を送付し提出

## 運営主体
株式会社大阪証券取引所

## 沿革
- 2000年（平成12年） - 稼動開始
- 2004年（平成16年）2月 - 証券取引法施行令改正により、WEBサイト掲載が、即、インサイダー取引規制における公表措置として取り扱われるようになる。
- 2005年（平成17年）12月 - 大阪証券取引所がTDnet合流に伴い廃止

## 関連
- TDnet
- TDnetシステムへの参加について(大証パブコメ)